# Vitalij Gubarev
Vitali Georgievich Gubarev (in russo Виталий Георгиевич Губарев?) (Rostov sul Don, 17 agosto 1912 – Mosca, 1981) è stato uno scrittore, sceneggiatore e giornalista sovietico.

## Biografia
Gubarev nacque a Rostov sul Don nel 1912. Secondo la sua biografia ufficiale, scritta in epoca sovietica, i suoi genitori svolgevano entrambi la professione di insegnante. In realtà suo padre, Georgy Vitalievich Gubarev, proveniva da un'antica famiglia di don cosacchi di nobiltà russa; durante la guerra civile russa combatté contro i bolscevichi come parte del 6º reggimento cosacco di Don e della 2ª divisione cosacca combinata, poi partì per la Polonia nel 1920 e nel 1951 arrivò negli Stati Uniti. Lo stesso padre pubblicò dozzine di saggi sulla storia dei cosacchi.
Invece la madre di Vitaly, Antonina Pavlovna Gubareva, proveniva da una famiglia di preti. Crescette i bambini da sola senza alcun aiuto. Vitaly trascorse la sua infanzia a Kushchyovskaya dove terminò la scuola secondaria. Nella stessa cittadina studiò insieme a Yulia Levteri, che diventerà successivamente sua moglie (si sposarono nel 1936 ed ebbero una figlia, Valeria, che funse da prototipo per il personaggio principale nel suo romanzo Kingdom of Crooked Mirrors). All'età di 14 anni Gubarev pubblicò il suo primo racconto "Rotten Tree" in una rivista locale per bambini.
Nel 1931 iniziò a lavorare come giornalista nei famosi giornali Komsomolskaya Pravda e Pionerskaya Pravda, dove a un certo punto ricoprì anche il ruolo di redattore principale. Fu tra i primi a coprire l'omicidio di Pavlik Morozov negli articoli La rappresaglia di Kulak e Uno degli undici, che furono successivamente rielaborati nel romanzo Pavlik Morozov e in un'opera teatrale dallo stesso nome.
Inoltre, insegnò presso l'Istituto del Movimento Comunista dei Bambini e diresse il dipartimento del lavoro presso la Central Komsomol School.
Nel 1951 scrisse il suo primo romanzo fantasy Kingdom of Crooked Mirrors, che fu anche rielaborato in un'opera teatrale un anno dopo. Questo suo debutto nel genere ottenne un enorme successo ed è ristampato regolarmente ad oggi. Nel 1963 Aleksandr Rou lo adattò in un film: Kingdom of Crooked Mirrors. Gubarev nel lungometraggio ebbe il ruolo di sceneggiatore. La seconda moglie dello scrittore, l'attrice Tamara Nosova, interpretò uno dei ruoli secondari. Il lavoro fu nominato "Miglior film per bambini del 1963" dalla rivista Soviet Screen, mentre il titolo, "Il regno degli specchi storti", divenne così famoso da trasformarsi in un frase idiomatica.
Negli anni successivi Gubarev pubblicò una serie di altri libri fantasy popolari come la commedia I tre sull'isola (1959), il romanzo di fantascienza per bambini Adventure to the Morning Star (1961) e la fiaba In the Far Far Away Kingdom (1970) adattato anche come film dallo stesso nome.
Egli creò inoltre una serie di storie sugli adolescenti, catturando la loro situazione in alcuni periodi della vita sovietica (l'inizio della guerra, il "disgelo" di Krusciov); queste storie hanno come temi soprattutto la lotta contro i nazisti, l'ostracismo delle persone e i parassiti sociali.
Nonostante il fatto che gli eroi di Gubarev a volte assomiglino agli adulti nella loro razionalità ed intelligenza, le opere sono state amate nel tempo anche da molte generazioni di bambini.
Gubarev ha ricevuto nel corso della sua vita l'Ordine del Distintivo d'Onore per ben due volte.
Morì nel 1981 per un attacco di cuore all'età di 69 anni. La data esatta della sua morte è sconosciuta. Gubarev è sepolto nel cimitero di Vagan'kovo a Mosca.